# Trường Giang, Lục Nam
Trường Giang là một xã thuộc huyện Lục Nam, tỉnh Bắc Giang, Việt Nam.

## Địa lý
Xã nằm ở trung tâm phía đông huyện. Phía đông và phía nam giáp ranh với xã Nghĩa Phương, phía bắc và phía tây được sông Lục Nam bao quanh. Xã được bao bọc bởi 3 mặt đồi núi, một mặt là sông.

## Hành chính
Xã gồm 4 thôn: Tòng Lệnh 1, Tòng Lệnh 2, Tòng Lệnh 3, Đồng Chè, An Phúc.

## Lịch sử
Ngày 28 tháng 7 năm 1958, Bộ Nội vụ ban hành Nghị định số 241-NV về việc thành lập xã Trường Giang thuộc huyện Lục Nam trên cơ sở 3 thôn: Tòng Lệnh, An Phúc, Đồng Chè của xã Mỹ An.

## Kinh tế
Trường Giang là xã thuần nông, chủ yếu là trồng lúa nước, hoa màu, trồng vải thiều và dưa hấu. Xã đã có kênh thủy lợi ở trung tâm xã vào khu cánh đồng chính dài hơn 4000m.
Ngoài ra, Trường Giang cũng đã trồng rừng vượt chỉ tiêu 100% theo kế hoạch năm 2011.